# 圣玛丽亚奥埃
圣玛丽亚奥埃（義大利語：Santa Maria Hoè）是意大利莱科省的一个市镇。总面积2.8平方公里，人口2249人，人口密度803.2人/平方公里（2009年）。国家统计（ISTAT）代码为097074。